# Rue Robert-et-Sonia-Delaunay
La rue Robert-et-Sonia-Delaunay est une voie du 11e arrondissement de Paris, en France.

## Situation et accès
La rue Robert-et-Sonia-Delaunay est une voie publique située dans le 11e arrondissement de Paris. Elle débute au 172, rue de Charonne et se termine au 97, boulevard de Charonne.

## Origine du nom
Elle porte le nom des peintres Robert (1885-1941) et Sonia Delaunay (1885-1979).

## Historique
La voie, créée dans le cadre de l'aménagement de la ZAC Dorian sous le nom provisoire de « voie AC/11 » en englobant une partie du passage Étienne-Delaunay, prend sa dénomination actuelle par arrêté municipal du 13 novembre 1991. Elle est ouverte en voie publique par arrêté municipal de voirie du 13 février 1998.